# Lód martwy

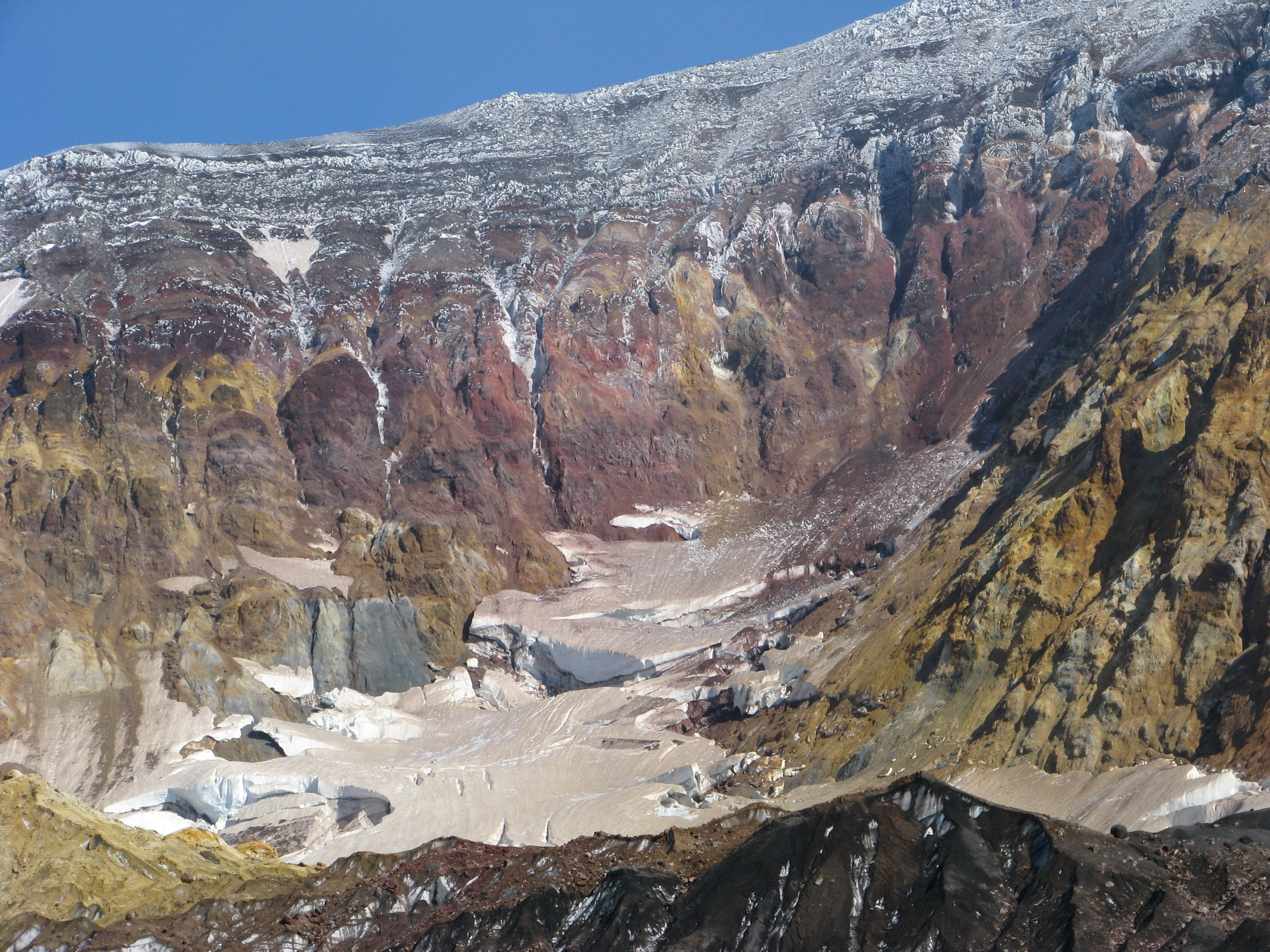
Martwy lód we wnętrzu wulkanu Mutnowskiĵ

Lód martwy – bryła lodu, oddzielona od lodowca lub lądolodu w czasie jego regresji, zwykle przykryta osadami, co znacznie spowalnia jej topnienie. Z obecnością brył martwego lodu związane jest powstawanie licznych form akumulacji lodowcowej: kemów, ozów i innych, a także powstawanie jezior wytopiskowych i oczek polodowcowych.